# 成瀬心美のもうすぐオトナ時間
成瀬心美のもうすぐ♀オトナ時間（なるせここみのもうすぐおとなじかん）は、TBSラジオで放送されていたラジオ番組。
当記事では、2016年秋から2018年春までナイターオフシーズンに放送されていた続編『東京上野クリニックpresents 成瀬心美とかすみりさの、もうすぐオトナ時間（とうきょううえのクリニックプレゼンツ なるせここみとかすみりさの、もうすぐおとなじかん）』についても述べる。

## 概要
- 成瀬心美の初の冠番組。2012年10月の開始当初は毎週火曜日から金曜日までの10分間の帯番組だったが、2013年1月からは毎週月曜日に放送される30分の番組となった。
- 番組はリスナーからの悩み相談が中心となっている。そのほか、成瀬のフリートークや、成瀬も所属するKMPガールズから毎回1人のゲストが登場するゲストコーナーなどが設けられていた。
- ノベルティとして『もうすぐオトナコースター』がある。成瀬が裏面にメッセージを書いてプレゼントしていた。スペシャルウィーク期間中などは成瀬自身のキスマークが添えられることもあった。ノベルティの紹介では斎藤が「もうすぐ、オトナコースター!!」と絶叫して、成瀬が何かしら一言挟むのが定番となっていた。
- 2013年2月25日放送のエンディングで、成瀬が4月からの休養[1]を発表した。これに伴い、番組は3月25日をもって終了。後番組として4月1日から3ヶ月間、アンタッチャブルの柴田英嗣と神咲詩織が担当する『アンタッチャブル柴田と神咲詩織のいい加減、オトナになれよっ!』が放送された。

## パーソナリティー
- 成瀬心美
- 斎藤哲也（放送当時TBSアナウンサー）
  - 番組内ではお互いに「ここみん」「テツさん」と呼びあっていた。

## コーナー

### 2012年10月～12月
- オープニングコーナー『今夜のここみん実況』

成瀬がこれからやろうとしていることを実況する。
- 日替わりコーナー
  - 火曜日『♂（お）悩み相談室』

男性から寄せられた悩み相談
  - 水曜日『♀（め）悩み相談室』

女性から寄せられた悩み相談
  - 木曜日『ここみんタイム』

フリートークコーナー
  - 金曜日　ゲストコーナー
    - 北条麻妃（2012年10月期）
    - 前田陽菜（2012年11月期）
    - 川上ゆう（2012年12月期）

### 2013年1月～ 3月
- オープニングコーナー『今夜のここみん実況』
- 『♂（お）悩み♀（め）悩み相談コーナー』

悩み相談コーナー
- 『ここみんの、なりきりっ!』

成瀬がさまざまな役になりきるコーナー。リスナーからの投稿で何になりきってもらいたいか決める。
- ゲストコーナー『恋愛専門チャンネル』

ゲストとともに恋愛相談に答えていく。その内容を基に1曲かける。
- - 篠宮ゆり（2013年1月7日・14日）
  - 神咲詩織（2013年1月21日・28日）
  - 雪本芽衣（2013年2月4日・11日）
  - 柚希つばさ（2013年2月18日・25日）
  - なお、2013年3月はゲストコーナーは設けられなかった。

## 放送時間
- 2012年10月2日 - 12月28日：毎週火曜日から金曜日 21時50分 - 22時00分
  - 10月18日・19日はプロ野球中継（エキサイトベースボール）が延長となり、定刻放送が出来なくなったため、番組が放送休止となり、ポッドキャスト配信のみとなった。
  - ただし、10月30日～11月1日の日本選手権シリーズ中継が延長となり定刻放送が出来なくなったときは、24時から1時間生放送されている『LINDA!〜今夜はあなたをねらい撃ち〜』を10分短縮して、24時50分より放送された。その際冒頭にて、時間変更の旨が斉藤より説明されていた。
尚、その時は通常ネットされない琉球放送でも『LINDA!』ネットの都合放送された[要出典]。
- 2012年12月29日： 土曜日 26時30分 - 27時00分（日曜日 午前2時30分 - 3時00分）
  - 『年末ド深夜スペシャル』として放送。
  - 番組では深夜ならではの相談に答えたり、ゲストとして、文化放送の『ルネッサンスラジオ』で成瀬と共演している髭男爵の山田ルイ53世が「浜松町から来た山田という者」として出演した。
- 2013年1月7日 - 3月25日：毎週月曜日 20時30分 - 21時00分

## ポッドキャスト
- 週1回放送後にポッドキャストによる配信を行っていた。2012年12月までは毎週金曜日、2013年1月からは毎週火曜日に配信されていた。
- 著作権の関係からオープニングテーマやBGMなどの差し替えを行っているほか、楽曲をかける振りの後に、成瀬からポッドキャストでは楽曲の配信ができない旨の説明があった。ただし、成瀬が所属する「me-me」や「KMPガールズ」のオリジナルの楽曲はフルコーラスで配信されていた。
- 2012年の「年末ド深夜スペシャル」は未放送部分や成瀬が所属する「me-me」の楽曲も配信され、この回は30分の放送時間に対してポッドキャストは57分になった。

## 成瀬心美とかすみりさの、もうすぐオトナ時間
- 2016年9月29日から「TOKYO JUKEBOX」の木曜18時台の内包コーナーとして『東京上野クリニックpresents 成瀬心美とかすみりさの、もうすぐオトナ時間』が開始。
- 共演者には斎藤の後任として、休業前の成瀬と同業者であるかすみりさ、放送時間は10分（2016年度は5分）、提供スポンサーは上野クリニック、と前述の2012年版と異なる点がある。また2016年度以降の放送ではJRN系列の一部系列局にもネットされている。
- なお、2016年度・2017年度版に関してはポッドキャストおよび、TBSラジオで2016年7月からスタートしたTBSラジオクラウドでの配信は見送られている。
- なお、東京上野クリニックのスポンサーが付いていないネット局であってもタイトルの差し替えはせずに『東京上野クリニックpresents』のタイトルがそのままOAされている。
- 2018年3月30日の放送をもって終了。2018年4月7日からは成瀬が単独で進行する「成瀬心美ぷるるんhoneyトラップ」が土曜日に放送されている「簡易恋愛プログラム 宮川賢のデートの時間でそ?!」内のコーナーとして開始された。

### 放送時間
- TBSラジオ：毎週木曜日18:25頃 - 18:30頃（「TOKYO JUKEBOX」内） → 毎週金曜日 21:15 - 21:25頃（「THE FROGMAN SHOW A.I.共存ラジオ好奇心家族」内）
  - 2016年10月13日、27日はプロ野球ナイター中継編成のため放送が休止されたが、それぞれ休止した翌週に当日放送分とともに時間を拡大して放送した。
  - 2017年10月20日はプロ野球ナイター中継のため、TBSラジオでは放送が休止になった(下記のネット局では裏送りで放送)。その代替として当日放送予定だったものは10月24日の18時台に振替放送された。
- ラジオ福島・北陸放送・静岡放送・山陽放送・山陰放送・大分放送：毎週金曜日 21:15 - 21:25頃（「THE FROGMAN SHOW A.I.共存ラジオ好奇心家族」内）
  - 2017年10月 - 2018年3月放送。原則同時ネット。
- CBCラジオ：毎週土曜日22:55 - 23:00
  - 2016年10月 - 2017年3月放送。2016年10月22日、29日はプロ野球日本シリーズ中継が延長したため、22日は23:30 - 23:35、29日は24:00 - 24:05（日付上は30日0:00 - 0:05）に放送された。